# 马赫尼奥沃
马赫尼奥沃（羅馬化：Makhnyovo）是俄罗斯斯维尔德洛夫斯克州的市级镇，属该州阿拉帕耶夫斯克区管辖。地处斯维尔德洛夫斯克州中部，位于鄂毕河流域图拉河一支流塔吉尔河畔，在区行政中心阿拉帕耶夫斯克北、州府叶卡捷琳堡东北方。镇东南侧设有铁路车站叶尔佐夫卡站。
该地2022年人口有3,010人；2010年人口3,399；2002年人口3,750；1989年人口4,233。